# Studie (časopis)
Studie byl katolicky orientovaný časopis, který vydávala Křesťanská akademie Řím v Římě. Časopis vycházel v letech 1958-1991. Celkem vyšlo 132 čísel. Jako šéfredaktor zde dlouho působil Dr. Karel Skalický. V prvním období byl zaměřen na filosofické úvahy, eseje a vědecké práce českých exulantů. V polovině 70. let se časopis začíná věnovat i aktuální politické situaci, přináší dokumenty Charty 77, sdělení VONS (Výboru na obranu nespravedlivě stíhaných) a domácího samizdatu. Publikovali zde např. Václav Havel, Ladislav Hejdánek, Václav Malý, Tomáš Špidlík, František Tomášek, Josef Zvěřina a jiní.